# Xã Wood Lake, Quận Yellow Medicine, Minnesota
Xã Wood Lake (tiếng Anh: Wood Lake Township) là một xã thuộc quận Yellow Medicine, tiểu bang Minnesota, Hoa Kỳ. Năm 2010, dân số của xã này là 231 người.